# Château de Condrieu
Le château de Condrieu est un ancien château fort, fondé au XIIe siècle, dont les ruines se dressent sur la commune de Condrieu dans le département du Rhône en région Auvergne-Rhône-Alpes.

## Situation
Les ruines du château de Condrieu sont situées dans le sud du département français du Rhône sur la commune de Condrieu qu'elles dominent, sur la rive droite du fleuve, au sommet d'un rocher que contourne le ruisseau de l'Arbuel. Il surveillait l'amont et l'aval du Rhône.

## Histoire
La possession du lieu fut âprement disputée entre les comtes de Forez et l'Église de Lyon. Cette dernière en obtiendra en 1173 par une transaction la propriété. L'archevêque Renaud de Forez bâti le château entre 1193 et 1226.
Lors d'un conflit territorial entre les évêchés de Lyon et de Vienne, le château est ruiné par les troupes viennoises en 1330 ; le conflit se terminant en 1383,.
Les terres de Condrieu sont placées sous la suzeraineté de l'Église de Lyon. Elles sont administrées successivement :
- jusque vers 1224, par des seigneurs ou des coseigneurs,
- puis jusque vers le milieu du XVe siècle, par des seigneurs et des châtelains, ceux-ci représentant le chanoine-comte de Lyon, qui s'intitulera baron de Condrieu,
- puis par des châtelains seuls.

Chappuis (seigneurs ou coseigneurs)
- Claude (vers 1065-1109) épouse Aline de Faugerolles ;
- Jean, fils des précédents, épouse en 1154 Pétronille de Valluy ;
- Hugues, fils des précédents, épouse Jeanne de Montecla ;
- Jean ( -1235), fils des précédents, épouse Jeannette de Roux ;
- Pierre, fils des précédents, épouse Marguerite Carrier ;
- Antoine, fils des précédents, épouse Claudine de Montecia ; de cette époque, datent les premières querelles de territoire qui vont voir s’opposer Condrieu et Saint-Clair[Note 1] ;
- Guillaume ( -après 1325), fils des précédents, épouse Isabelle de Fauquelin ;
- Durand ( -1377), fils des précédents, épouse Marguerite d'Arlempdes ;
- Pierre (vers 1340-1412), fils des précédents, épouse Alix de Cunières ;
- Louis (vers 1370-1440), fils des précédents, épouse en 1395 Drevonne de Génas ;
- Jérôme (vers 1400-après 1468), fils des précédents, épouse en 1430 Huguette de la Bessée ;

Jarez (coseigneurs)
- En 1213, Gaudemar de Jarez, (vers 1140-vers 1224), coseigneur de Condrieu, doit reconnaître la suzeraineté de l'archevêque Renaud de Forez ( -1226) ; il avait épousé Clémence ;
- Guyon, fils des précédents, échange avec l'Église de Lyon son fief de Condrieu contre la seigneurie de Saint-Chamond ; lui succèdent des châtelains;

À la suite des Jarez (coseigneurs)
- vers 1295 : Pierre Arnaud ;
- 1375-1382 : Ponson Verd, chevalier, seigneur de Valprivas ;
- vers 1392 : Guillaume d'Albon, chevalier ;
- vers 1395 : Milon de Propières, chevalier ;
- vers 1464 : Aubert (ou Humbert) Fournier, damoiseau ;

À la suite des Chappuis (seigneurs ou coseigneurs)
Chappuis
- Thomas (1438-après 1509), fils de Jérôme, déjà cité, épouse en 1459 Marie de Coct ;
- Pierre (1465-1522), fils des précédents, épouse Jeanne Menon dont il a une fille, Claudine (vers 1500- ) ;

Gayan
- Jean André épouse Claudine Chappuis, citée précédemment, dont il a Charlotte (1514- ) ;

Villars
- Claude (1514-1589) épouse Charlotte de Gayan, précédemment citée ;

autres personnages, non directement apparentés aux précédents :
- vers 1680 : Louis Dubaillier ;
- vers 1721 : Jean d'Alinges, chevalier
- vers 1787 : M. cadier, notaire

Époque moderne
- milieu du XXe siècle : madame Arnaud est propriétaire des lieux.

## Armoiries
- Albon : Écartelé : aux 1 et 4, de sable, à la croix d'or (Albon moderne) ; aux 2 et 3, d'or, au dauphin d'azur, posé en pal, allumé, langué, crêté, barbé, oreillé, lorré et peautré de gueules, (armes du Dauphiné).
- Alinges : de gueules à la croix d'or; devise: Sans varier
- Chappuis : écartelé aux 1 et 4 d'azur à la fasce d'or accompagnée de trois roses d'argent posées 2 en chef et 1 en pointe, qui est Chappuis ancien ; aux 2 et 3, d'argent au chef d'azur chargé de trois étoiles de champ, qui est Chappuis de Bienassis.
- Jarez : d'azur, parti d'argent, à la fasce de gueules
- Villars : d'azur au chef de gueules chargé d'un lion léopardé d'argent (1586)

## Description
Du château féodal du XIIe siècle, subsistent le donjon circulaire ou tour Garon, qui servit de prison, et quelques vestiges d'une enceinte flanquée ainsi que les braies d'une basse-cour.

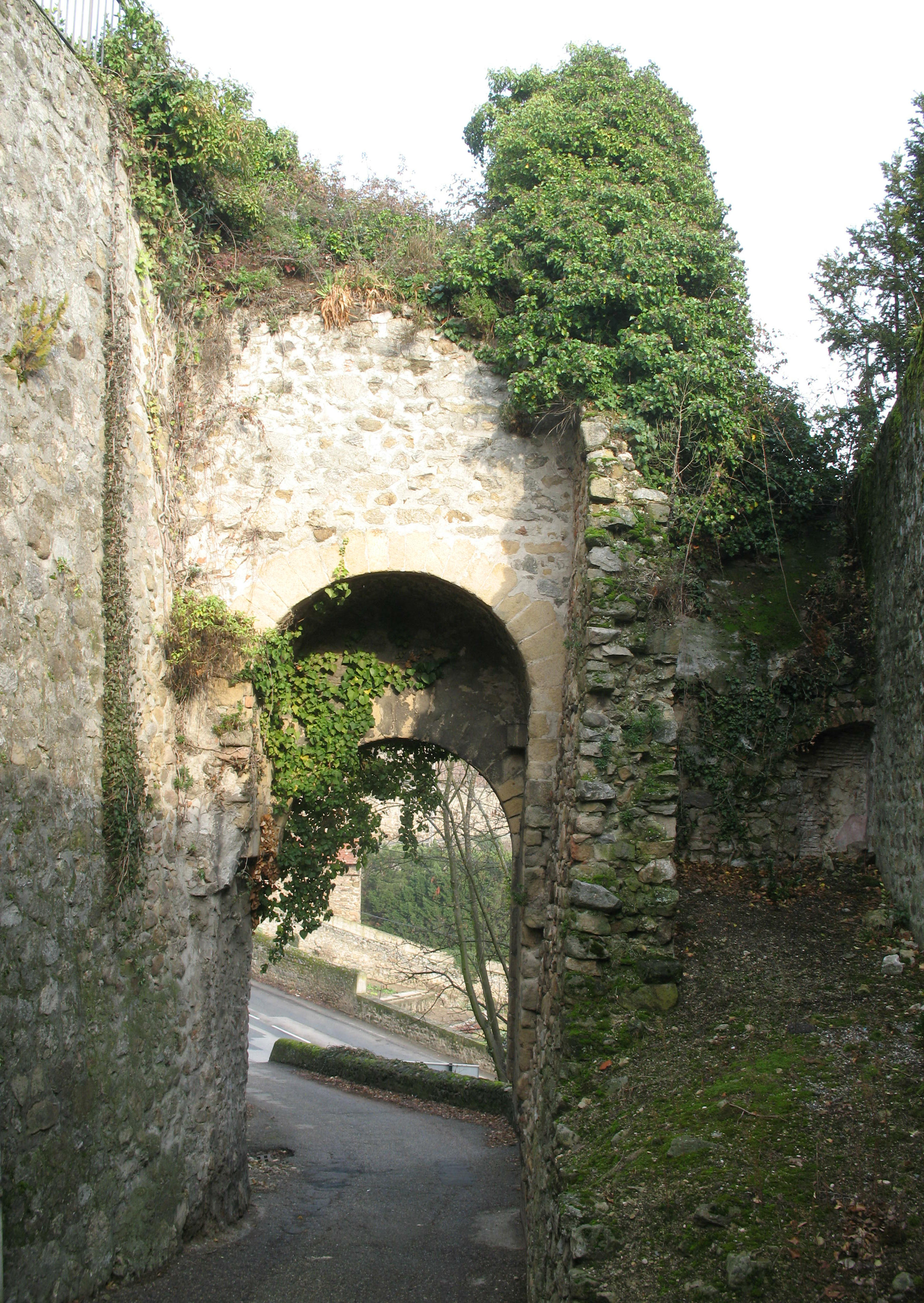
Porte du 1er mur d'enceinte
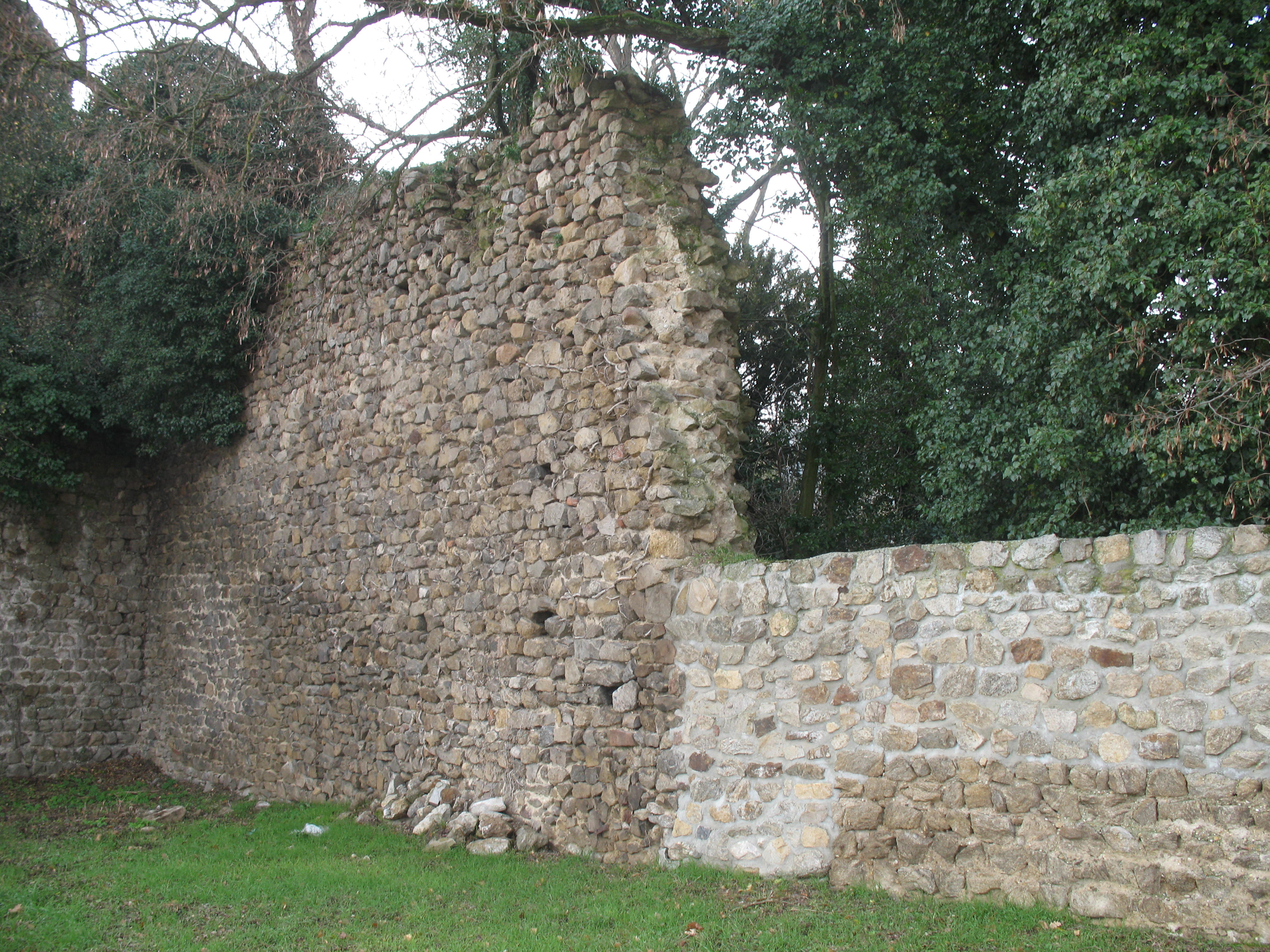
Vestiges d'un des murs d'enceinte
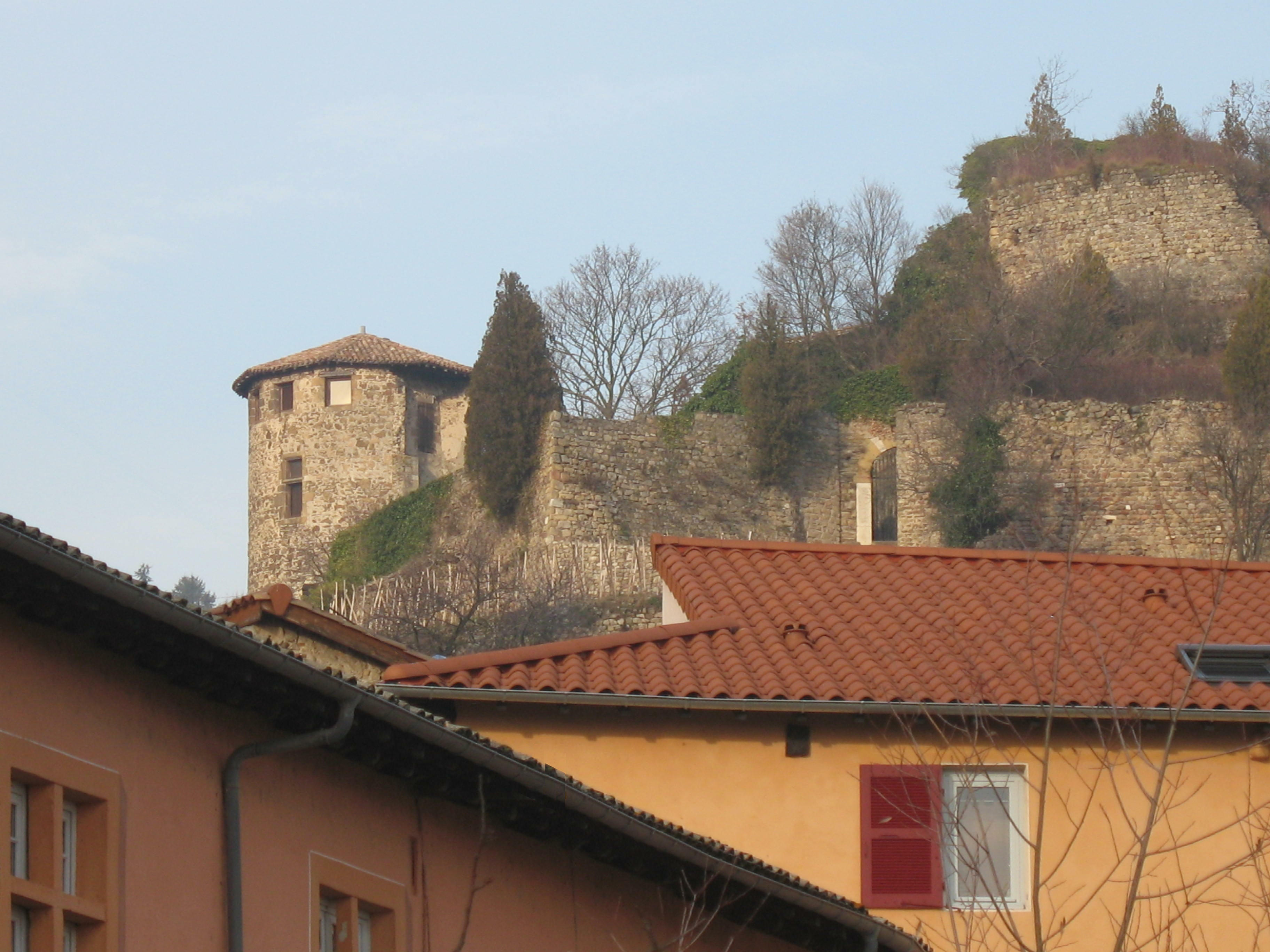
Vue depuis le bourg
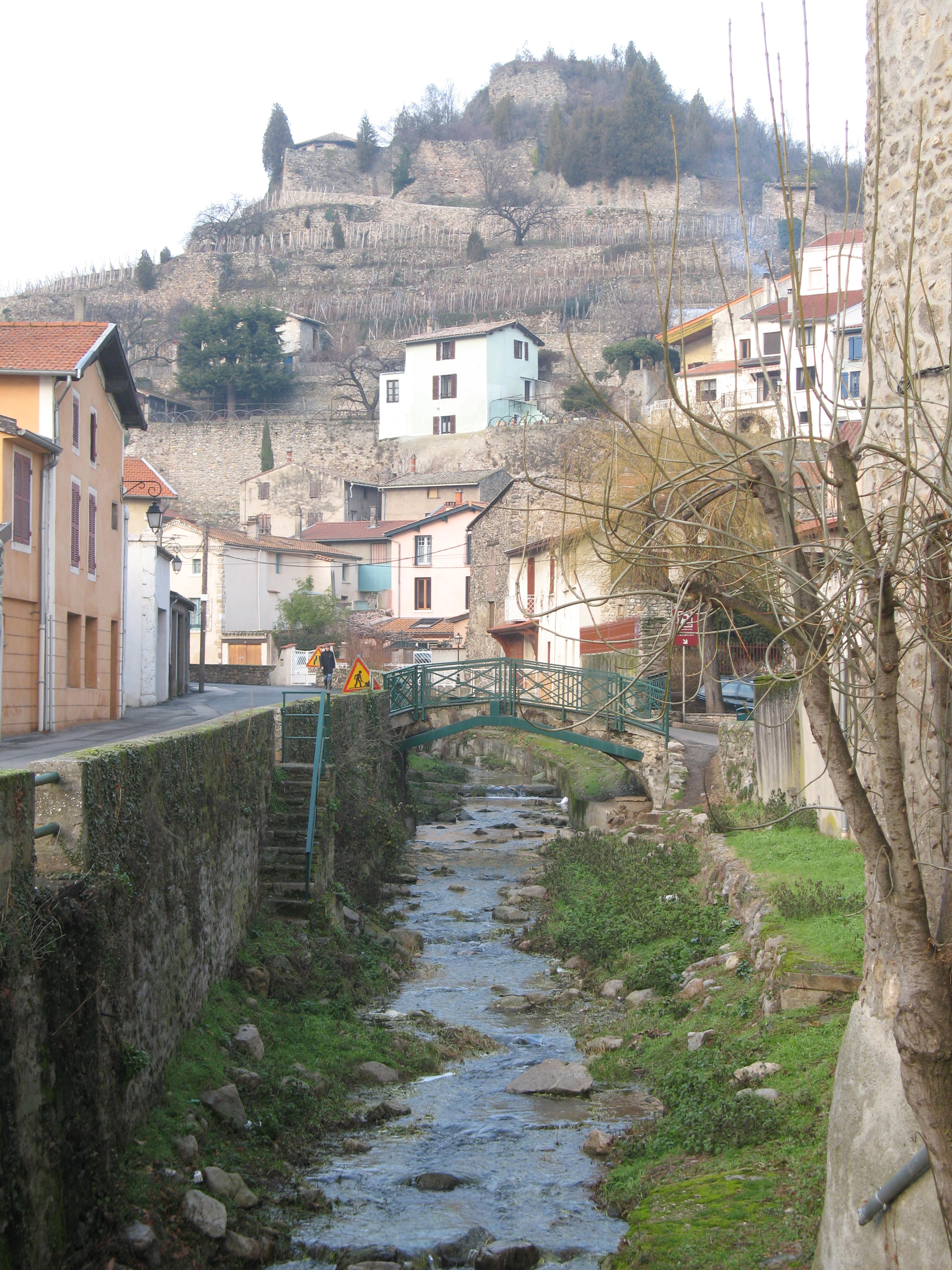
L'Arbuel au pied de la tour